# Сахновичи
Сахновичи (бел. Сахнавічы) — деревня в Глубокском районе Витебской области Белоруссии, в составе Прозорокского сельсовета. Население — 3 человека (2019).

## География
Деревня находится в 5 км к северо-западу от агрогородка Прозороки и в 35 км к северо-востоку от райцентра, города Глубокое. Расположена на северном берегу небольшого озера Гиньково. К деревне примыкает небольшой хутор Саннички (население — 2 человека по переписи 2009 года). Сахновичи связаны местными дорогами с окрестными населёнными пунктами. Ближайшая ж/д станция расположена в Прозороках (линия Полоцк — Молодечно).

## Достопримечательности
- У деревни Сахновичи на берегу озера Гиньково находится единственная в Белоруссии карстовая пещера[2]
- В хуторе Саннички сохранился деревянный усадебный дом начала XX века[3]. Принадлежал помещику Гинько, по имени которого получило название озеро Гиньково[4]